# Molophilus montanus
Molophilus montanus är en tvåvingeart som beskrevs av Mendl 1973. Molophilus montanus ingår i släktet Molophilus och familjen småharkrankar.
Artens utbredningsområde är Iran. Inga underarter finns listade i Catalogue of Life.